# U-20号潜艇 (1912年)
陛下之20号潜艇是德意志帝国海军建造的一艘潜艇或称U艇。它由但泽的帝国船厂承建，于1912年12月18日下水，至1913年8月5日交付使用。U-20号是在第一次世界大战海战期间服役的329艘德国潜艇之一，并参加了不列颠群岛周边的作战行动。1915年5月7日，该艇因击沉英国远洋客轮卢西塔尼亚号而声名狼藉，此举也戏剧性地改变了第一次世界大战的进程。

## 历史
在第一次世界大战的头几个月，U-20号在艇长、海军上尉奥托·德勒舍尔的领导下进行了数次巡逻，期间完成了德国潜艇环绕英国全境的首次航行。该艇于10月初出海后一路向南，穿越英吉利海峡，于10月13日抵达英格兰最南端的怀特岛水域，被在此巡逻的116号鱼雷艇发现。这也是英国人首次在英格兰南部海域发现德军潜艇行踪。此时正好有一支加拿大护航船队准备经由此地前往南安普敦，为避开U-20号的威胁，英军下令将护航队的目的地改为普利茅斯。一无所获的德勒舍尔遂决定绕行英国西海岸，从北海北部返回本土。10月17日，当U-20号航经苏格兰西部的刘易斯岛时，突然遭遇由4艘战列舰组成的英方编队。德勒舍尔仓促之下发起攻击，但由于英军护航驱逐舰戒备严密，U-20号的攻击行动无果而终。经过18天的漫长航行，U-20号终于完成环绕不列颠群岛一周的航程，顺利返回本土基地。绕岛行动被德意志帝国海军视为最高机密，英军对此一直也没有察觉。
海军上尉瓦尔特·施维格于1914年12月16日接任U-20号艇长。1915年2月4日，德国人开始在不列颠群岛周围建立了潜艇封锁线，并宣布当中的任何船只都是合法目标。约三个月后，即1915年4月30日，U-20号从埃姆登基地启航展开新一次巡逻。这是为了响应潜艇指挥部于4月25日下达的作战命令：
|  | 预计有大量英国运输船队将从利物浦、布里斯托尔湾、达特茅斯出发。为了破坏这些运输，应尽快派遣U-20号和U-27号。全速前往搜寻苏格兰周边的基地，在进行补给时允许暂停。艇只攻击的目标为：运输船、商船、军舰。 |

为此，德国驻美大使此前已通过美国新闻媒体警告美国公民不要搭乘卢西塔尼亚号，因为不列颠群岛周边已被列为战区。即便如此，该船依然在1915年5月1日搭载着1959名乘客和船员（其中包括159名美国公民）从纽约出发，驶向利物浦。

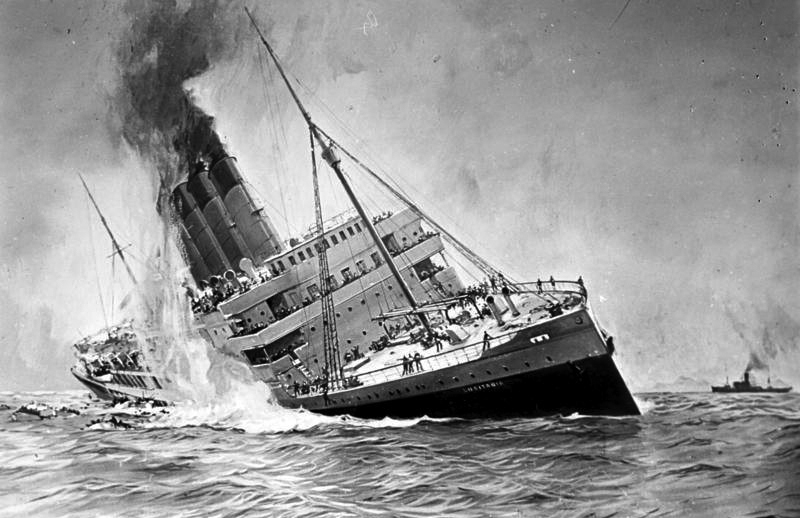
被U-20号击沉的卢西塔尼亚号

U-20号于5月5日抵达爱尔兰南部海岸。在接下来的两天里，它相继击沉了一艘帆船（莱瑟姆伯爵号）和两艘货轮（参选人号以及百夫长号）。5月7日上午，由于浓雾，施维格上尉决定返航。天气在上午11:00（德国时间）左右转为明朗，为避免暴露，U-20号被迫潜航。随后，英国防护巡洋舰朱诺号从潜艇上方掠过，驶向皇后镇。下午1:40左右，施维格再度浮出水面，并观察到一艘船正在朝加利岬方向驶去。对方具有四个烟囱和两副桅杆，应该是某个航运公司的远洋客轮。不久，该船改变了航向，往右转舵朝皇后镇驶去。施维格辨认出这是英国预备舰队的卢西塔尼亚号，遂发射了一枚鱼雷。它击中了船舶右舷，几乎就在舰桥的正下方。在鱼雷爆炸后，客轮被二度殉爆所击毁，可能是由煤尘、锅炉或推进装置爆炸引起的——规模之大令施维格本人都感到惊讶。卢西塔尼亚号迅速向右倾覆，并在短短18分钟内沉没，船舶残骸位于水下91米处。匆忙赶来的英国救援船仅搭救起700余名幸存者，另外1195名平民罹难，其中包括128名美国公民。
发射鱼雷15分钟后，施维格在他的作战日志中写道：
|  | 看来这艘船只能漂浮很短的时间。[我命令]下潜至25米深，并离开当地海域。我不可能再向这群拼命想要自救的人群再发射一枚鱼雷。 |

当时，关于击沉事件，尤其是卢西塔尼亚号是否走私违禁战争物资到英国，以及施维格发射的鱼雷数量，都存在着很大的争议。协约国和美国原本指责德国指挥官击沉卢西塔尼亚号的行为违反了国际法；他不仅袭击一艘手无寸铁的客船，还向沉没的船只发射了第二枚鱼雷。但据战后的调查表明，U-20号仅发射了一枚鱼雷，而卢西塔尼亚号当时并未悬挂国旗，且船上载有大量军火弹药。因此也有猜测认为是英国利用沉船事件事件以迫使美国卷入第一次世界大战。
在U-20号返抵威廉港码头进行燃料补给之前，美国已经就其暴行正式向柏林提出抗议。德皇威廉二世在美国外交照会的空白处写道：“非常无礼”和“令人发指”，“这是自去年8月的日本照会以来，我所读过最无礼的语气和举止”。尽管如此，为了让美国置身战争之外，德皇号于6月被迫取消无限制潜艇战，并要求不得干扰所有的客轮航行。
1915年9月4日，施维格率U-20号重返爱尔兰海距离法斯耐特岛以南85海里（157）的海域。该岛建有大西洋的重要的导航标志之一——法斯耐特灯塔，任何进出爱尔兰海的船只都能看到它。此时，远洋客船赫斯帕里安号（RMS Hesperian）开始了从利物浦前往魁北克和蒙特利尔的新航程，船上载有零担货物，同时也是一艘医疗船，乘客大约800名。它在法斯耐特岛附近遭到U-20号袭击。但赫斯帕里安号并未发生煤粉或弹药殉爆，它漂浮了一天才缓缓沉没，几乎所有人都得到了妥善的逃生机会，唯独被鱼雷炸死了32人。
就在几天前，德国驻美大使约翰·海因里希·冯·贝恩斯托夫还向美国政府保证，只要客轮不试图逃跑或抵抗，在没有警告和没有确保船上非战斗人员安全的情况下，不会被击沉。因此，这一次施维格回港后受到了官方的惩处。他被迫向柏林报告并解释自己的行为，并被要求为自己击沉了另一艘客轮而道歉——他无视了不允许再这样做的直接命令。直至1917年阵亡后，施维格才得到柏林方面的宽恕，并以击沉了190000总吨船舶的战绩而被追授德国的最高荣誉——功勳勳章。

### 结局

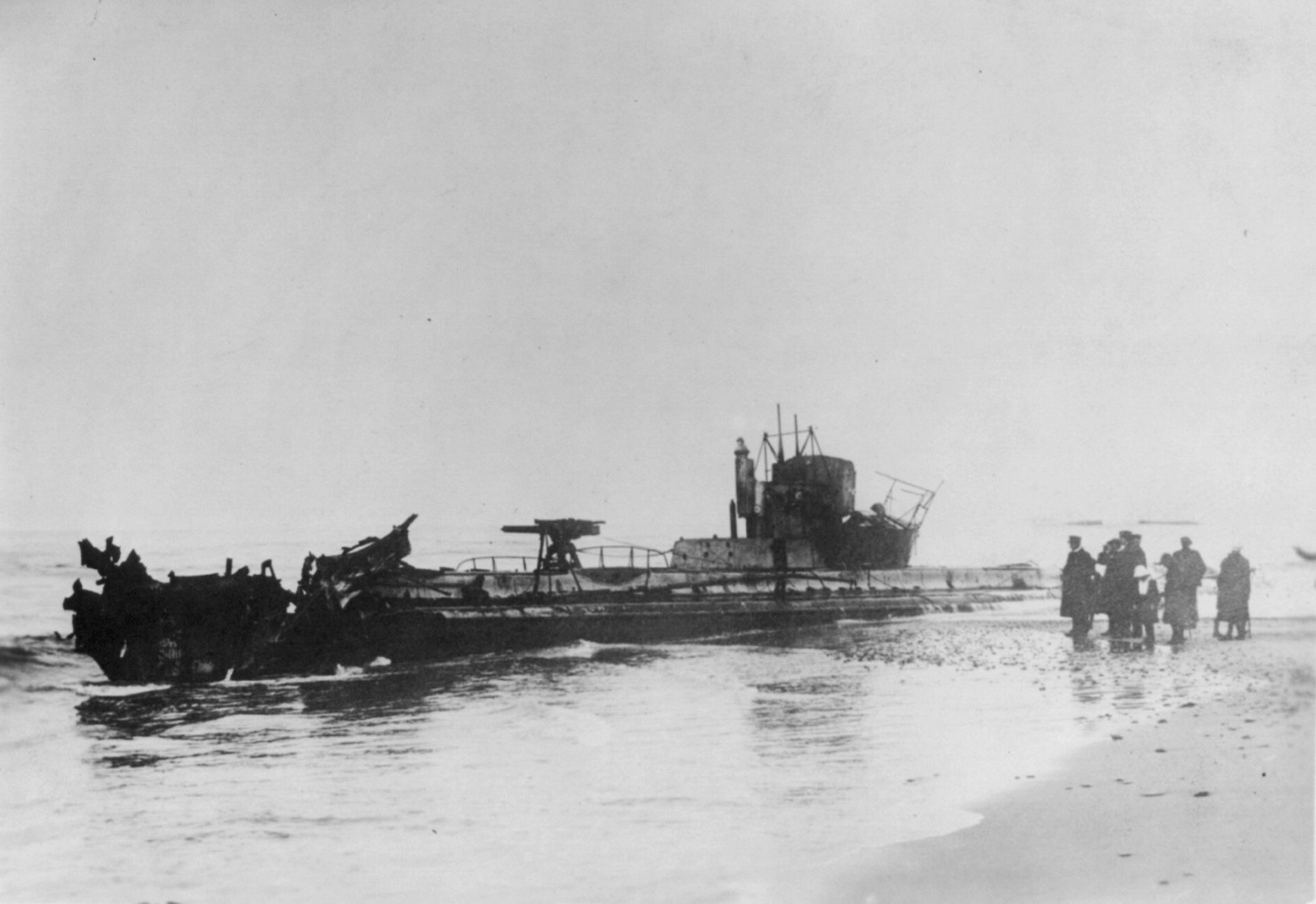
1916年，U-20号在丹麦海岸搁浅并引爆

1916年11月4日，U-20号在完成其第七次巡逻后返航。受到当时气流和浓雾的影响，该艇在丹麦海岸附近的喇叭礁搁浅，大致位于博乌别尔以北5海里（9.3）处。所有的救援工作都宣告失败。船员们遂于翌日试图用炸药将其炸毁，然而此举只是成功损坏了艇艏，使之无法再作为军舰使用。
U-20号一直停留在海滩上，直至1925年丹麦政府才以“壮观的爆炸”将其炸毁。丹麦海军拆除了艇只的甲板炮，并通过在关键部位凿孔使其无法再用。这门炮在哥本哈根霍尔门的海军仓库里存放了近80年之久。潜艇司令塔也被移除，并至今陈列在曲博伦的日德兰海战博物馆的前草坪上。
1984年，美国冒险小说家克莱夫·卡斯勒宣称，他创立的國家水下與海洋組織在距海岸约400 yd（370米）的地方发现了U-20号残骸。

## 袭击历史摘要
| 日期           | 船名            | 船籍       | 吨位  | 结局 |
| -------------- | --------------- | ---------- | ----- | ---- |
| 1915年1月30日  | 伊卡利亚号      | 英国       | 4335  | 击沉 |
| 1915年1月30日  | 黄鹂号          | 英国       | 1489  | 击沉 |
| 1915年1月30日  | 托科马鲁号      | 英国       | 6084  | 击沉 |
| 1915年3月7日   | 本格罗夫号      | 英国       | 3840  | 击沉 |
| 1915年3月9日   | 维多利亚公主号  | 英国       | 1108  | 击沉 |
| 1915年3月11日  | 弗罗拉赞号      | 英国       | 4658  | 击沉 |
| 1915年5月5日   | 莱瑟姆伯爵号    | 英国       | 132   | 击沉 |
| 1915年5月6日   | 参选人号        | 英国       | 5858  | 击沉 |
| 1915年5月6日   | 百夫长号        | 英国       | 5495  | 击沉 |
| 1915年5月7日   | 卢西塔尼亚号    | 英国       | 30396 | 击沉 |
| 1915年7月8日   | 马里恩发光体号  | 俄罗斯     | 2176  | 击沉 |
| 1915年7月9日   | 埃尔斯米尔号    | 英国       | 1170  | 击沉 |
| 1915年7月9日   | 利奥号          | 俄罗斯     | 2224  | 击沉 |
| 1915年7月9日   | 梅铎菲尔德号    | 英国       | 2750  | 击沉 |
| 1915年7月13日  | 伦诺克号        | 俄罗斯     | 1142  | 击沉 |
| 1915年9月2日   | 罗马尼亚号      | 英国       | 2599  | 击沉 |
| 1915年9月3日   | 弗罗泽号        | 丹麦       | 1875  | 击沉 |
| 1915年9月4日   | 赫斯帕里安号    | 英国       | 10920 | 击沉 |
| 1915年9月5日   | 独裁者号        | 英国       | 4116  | 击沉 |
| 1915年9月5日   | 杜罗号          | 英国       | 1604  | 击沉 |
| 1915年9月5日   | 瑞亚号          | 俄罗斯     | 1145  | 击沉 |
| 1915年9月6日   | 危地马拉号      | 法國       | 5913  | 击沉 |
| 1915年9月7日   | 波尔多号        | 法國       | 4604  | 击沉 |
| 1915年9月7日   | 卡罗尼号        | 英国       | 2652  | 击沉 |
| 1915年9月8日   | 莫拉号          | 英国       | 3047  | 击沉 |
| 1916年4月30日  | 巴基奥号        | 西班牙     | 1906  | 击沉 |
| 1916年5月1日   | 伯纳黛特号      | 法國       | 486   | 击沉 |
| 1916年5月2日   | 鲁阿本号        | 英国       | 2004  | 击沉 |
| 1916年5月3日   | 玛丽·莫利诺号   | 法國       | 1946  | 击沉 |
| 1916年5月6日   | 戈尔盖特号      | 英国       | 2356  | 击沉 |
| 1916年5月8日   | 威尔士人号      | 英国       | 13370 | 击沉 |
| 1916年8月1日   | 阿罗号          | 英国       | 2603  | 击沉 |
| 1916年8月29日  | 伊博号          | 葡萄牙海军 | 397   | 击伤 |
| 1916年9月26日  | 西尔玛号        | 英国       | 1002  | 击沉 |
| 1916年10月18日 | 埃塞尔·邓肯号   | 英国       | 2510  | 击沉 |
| 1916年10月23日 | 阿罗芒什号      | 法國       | 1640  | 击沉 |
| 1916年10月23日 | 基耶里号        | 意大利     | 4400  | 击沉 |
| 1916年10月23日 | 菲利克斯·路易号 | 法國       | 275   | 击沉 |
| 1916年10月26日 | 法比安号        | 英国       | 2246  | 击伤 |

## 脚注
1. ↑  Helgason, Guðmundur. . German and Austrian U-boats of World War I - Kaiserliche Marine - Uboat.net.   [15 March 2015].
2. ↑  Helgason, Guðmundur. . German and Austrian U-boats of World War I - Kaiserliche Marine - Uboat.net.   [15 March 2015].
3. ↑  Helgason, Guðmundur. . German and Austrian U-boats of World War I - Kaiserliche Marine - Uboat.net.   [14 March 2015].
4. ↑  陈进，第14頁.
5. ↑  陈进，第42頁.
6. 1 2  陈进，第43頁.
7. ↑  Denson，第135頁.
8. ↑  Schmidt，第71頁.
9. ↑  . 搜狐. 2021-06-01  [2021-06-03]. （原始内容存档于2021-06-03）.
10. ↑  Hurd.
11. ↑  . NAVAL-HISTORY.NET.   [2021-06-03]. （原始内容存档于2021-05-13）.
12. ↑  "Major themes of the exhibition", 'World War I'. Royal Danish Naval Museum (Archived from the original on 8 October 2007)
13. 1 2  Larson，第349頁.
14. ↑  .   [2021-06-03]. （原始内容存档于2021-06-03）.
15. ↑  .   [March 15, 2015]. （原始内容存档于29 October 2013）.
16. ↑  .   [2021-06-03]. （原始内容存档于2021-06-04）.
17. ↑  North Sea and English Channel Hunt 的存檔，存档日期28 December 2003.
18. ↑  Helgason, Guðmundur. . German and Austrian U-boats of World War I - Kaiserliche Marine - Uboat.net.   [14 December 2014].